# Dieter Berndt
Dieter Hermann Erich Berndt (* 6. Juni 1938 in Stettin; † 27. Dezember 2013 in Berlin) war ein deutscher Verpackungstechniker, Hochschullehrer und Unternehmensgründer. Er war der Begründer des Studienganges Verpackungstechnik an der Beuth Hochschule für Technik Berlin (früher Technische Fachhochschule Berlin). Oft wurde er als „Verpackungspapst“ bezeichnet.

## Leben
Dieter Berndt absolvierte zunächst eine Ausbildung zum Schlosser. Danach studierte er Maschinenbau und ging zunächst als Konstrukteur für Verpackungsmaschinen zu Beiersdorf nach Hamburg. Anschließend war er für die Firma Savyon/Frukogold als Leiter einer Planungsgruppe in Ghana tätig. Weitere fünf Jahre war er in leitender Funktion bei der damaligen Bosch Verpackungsmaschinen GmbH tätig. Im Jahr 1972 wurde er an die damalige TFH Berlin berufen. 1988/89 wurde der Studiengang Verpackungstechnik an der TFH eröffnet.
Neben Forschung und Lehre an der Hochschule widmete er sich auch umfangreich gesellschaftlichen Aufgaben: so initiierte er 1990 den Gesprächskreis „Ökotisch“ in Berlin, er war Initiator des Deutschen Verpackungsinstituts e.V. Berlin und Präsident des Bundes deutscher Verpackungsingenieure. Außerdem initiierte er das Deutsche Verpackungsmuseum, das sich in Heidelberg befindet. Im Jahr 1993 gründete er die auf Verpackung spezialisierte Unternehmensgruppe für Geschäftslösungen im Industrie- und Markenbereich, Berndt+Partner, die heute mit drei selbständigen Unternehmen "Creality", "Consultants" und "Communications" international tätig ist.
Berndt war von 2004 bis 2008 Vorsitzender der "Christian-Peter-Beuth-Gesellschaft" (CPBG), einer Fördergesellschaft der Beuth Hochschule Berlin. Die Gesellschaft vergibt unter anderem den Christian-Peter-Beuth-Preis. 

## Dieter Berndt Preis
Seit 2015 vergibt das Deutsche Verpackungsinstitut den Dieter Berndt Preis. Der Preis soll das Vermächtnis von Dieter Berndt erhalten. Er würdigt Protagonisten aus Wirtschaft und Gesellschaft, die wichtige und nachhaltige Entwicklungen initiieren, tragen und stützen sowie entscheidende Werte und Errungenschaften bewahren und schützen. Die ersten Preisträger waren Klaus Töpfer (2015) und Claus Hipp (2017).

## Preise und Auszeichnungen
- European Packaging Award der European Packaging Federation (EPF)
- B.A.U.M.-Umweltpreis der Deutschen Wirtschaft